# سوتونيرا لاكوس
سوتونيرا لاكوس (باللاتينية: Sotonera Lacus) هو عدد من البحيرات الهيدروكربونية التي عُثر عليها على تيتان أكبر أقمار زحل.
تقع سوتونيرا لاكوس بالقرب من قطب تيتان الشمالي، تتركز في خط العرض 76.75°N وخط الطول 17.49°W، ويبلغ طولها 63 كم. وهي تقع في المنطقة القطبية الشمالية حيث ثم العثور على معظم بحيرات تيتان الكبيرة.
البحيرة تتكون من الميثان والإيثان السائلين، تم الكشف عنها بواسطة المسبار الفضائي كاسيني. تمت تسميتها في 2007 على اسم بحيرة سوتونيرا في إسپانيا.

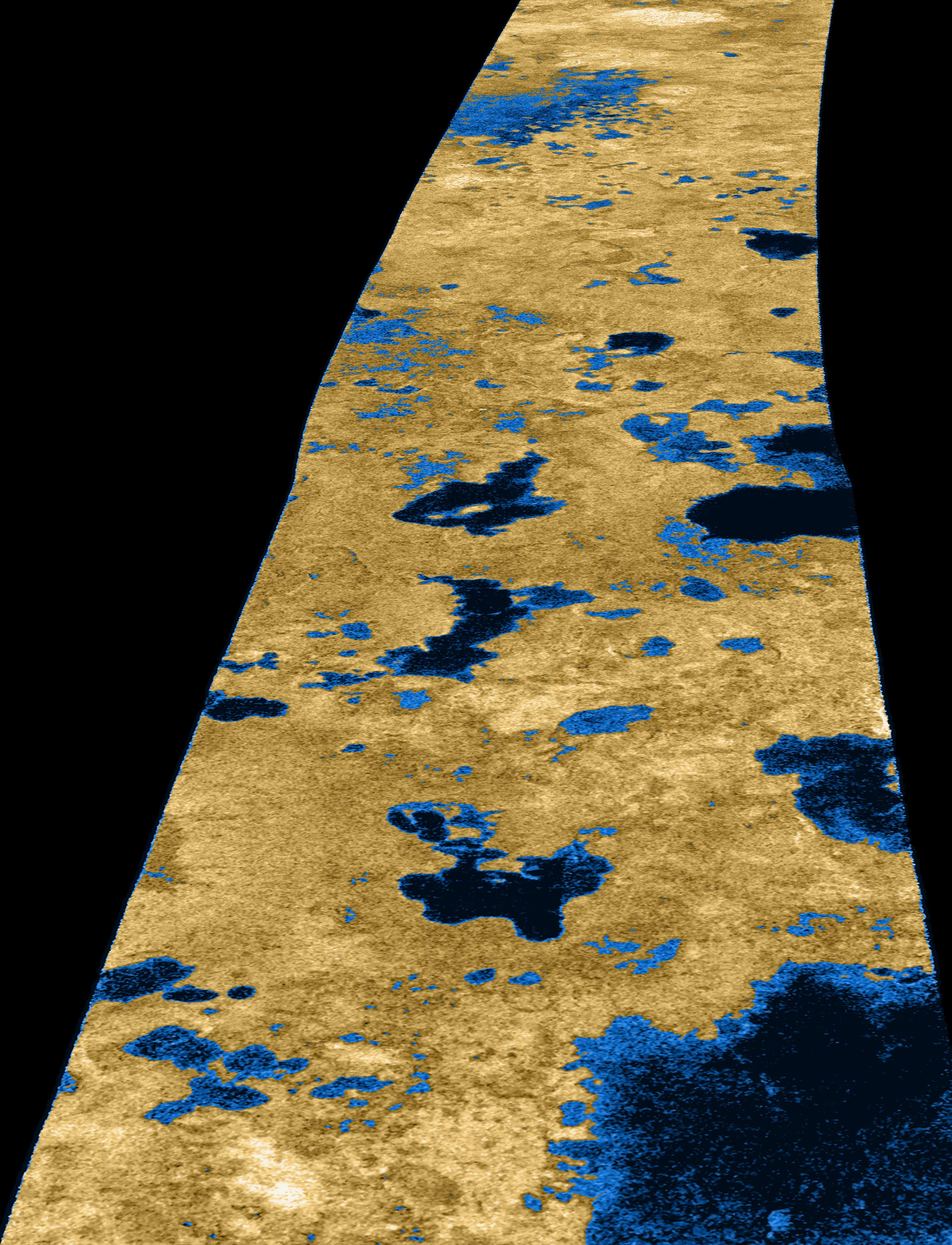
سوتونيرا في منتصف المقدمة
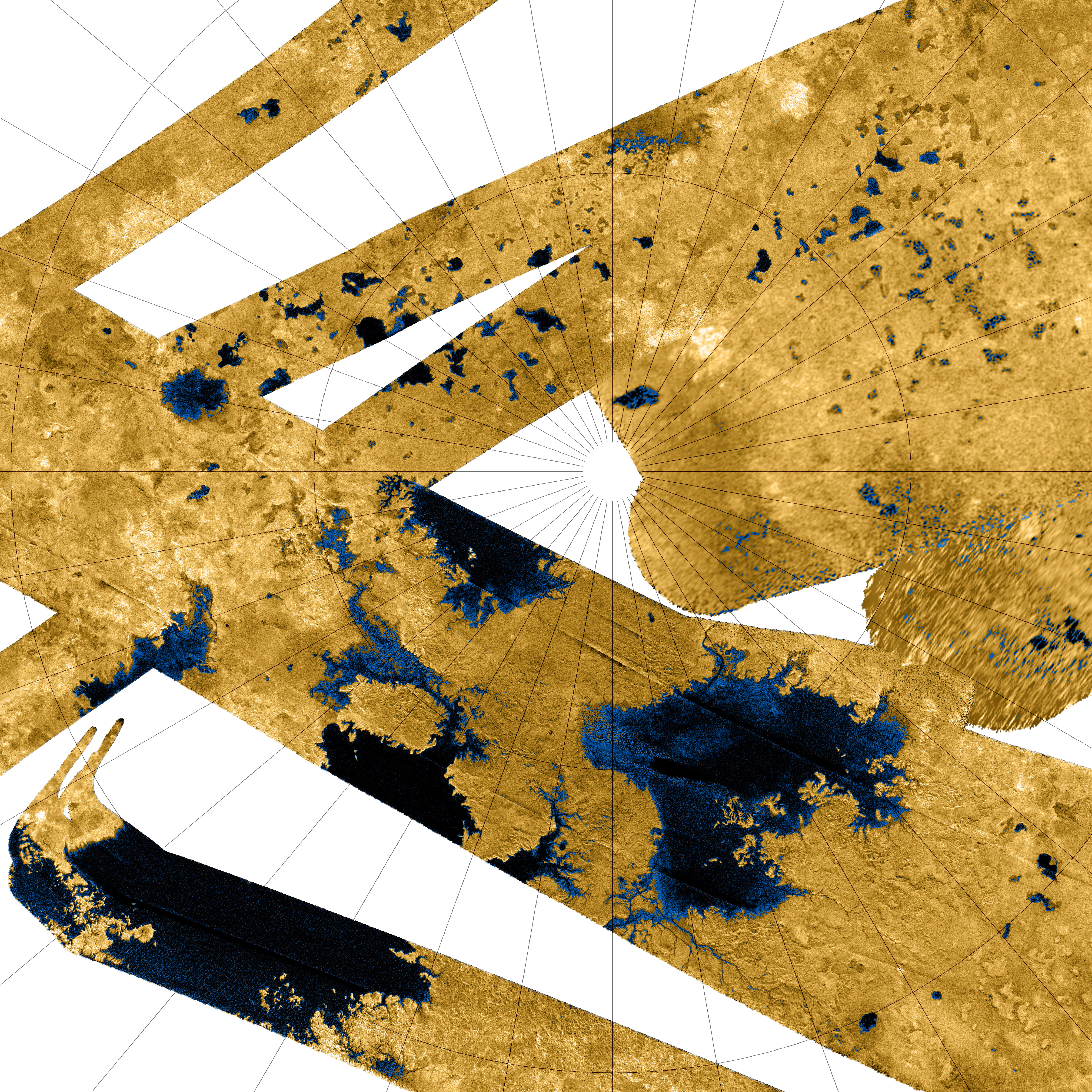
عدد من البحيرات من بينها سوتونيرا
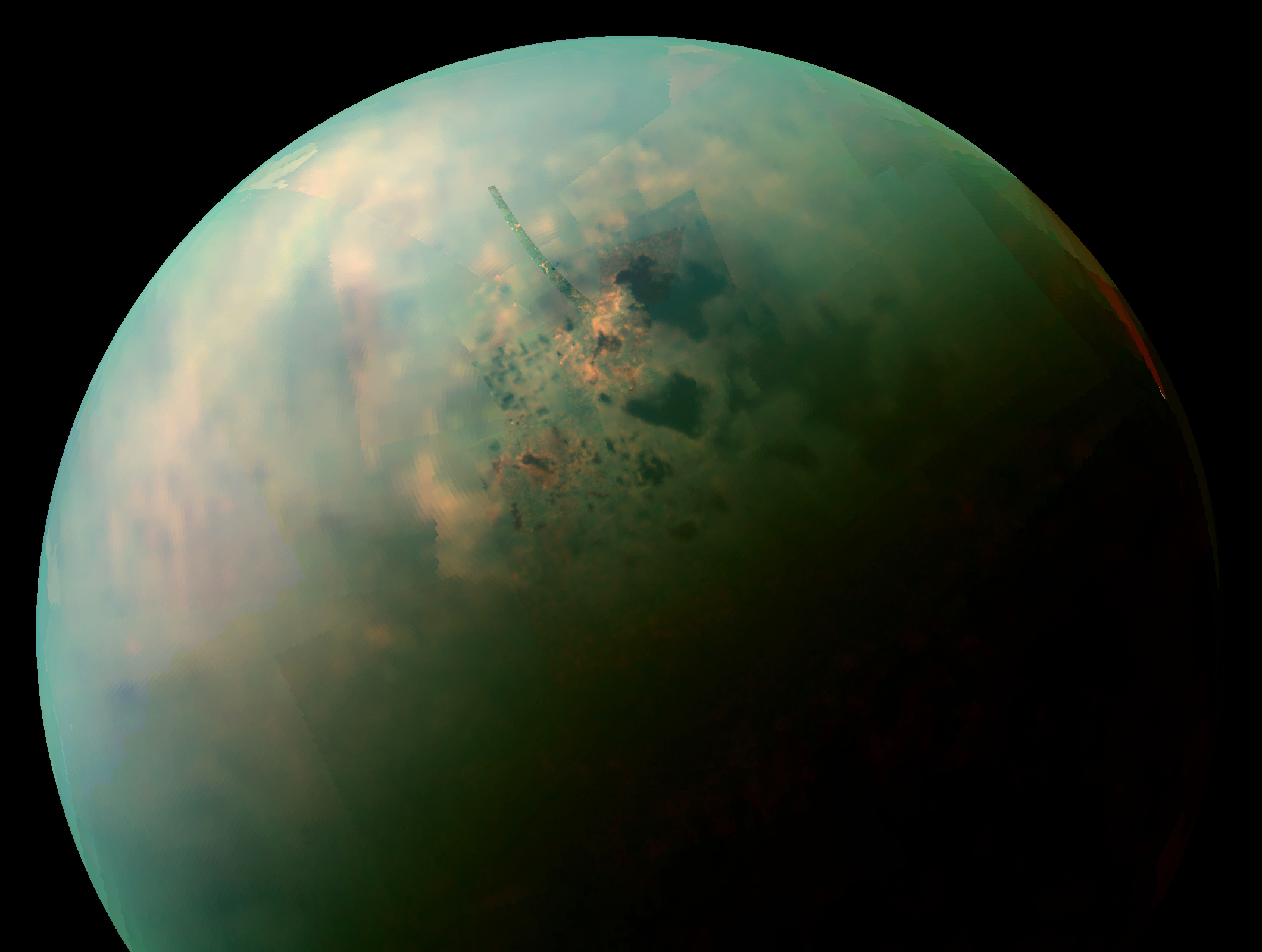
نصف تيتان الشمالي يتضمن سوتونيرا

## وصلات خارجية
- USGS labelled synthetic aperture radar map of Titan's north polar region